# Miho Fukumoto
Miho Fukumoto (jap. 福元 美穂, Fukumoto Miho; * 2. Oktober 1983 in der Präfektur Kagoshima) ist eine japanische Fußballspielerin.

## Vereinskarriere
Fukumoto spielt seit 2003 bei Okayama Yunogo Belle.

## Nationalmannschaft
Fukumoto absolvierte ihr erstes Länderspiel für die japanische Nationalmannschaft am 4. Oktober 2002 gegen Vietnam. Sie spielte bei der 5. Frauenweltmeisterschaft 2007 noch bei allen drei Spielen, bei der 6. Frauenweltmeisterschaft 2011 in Deutschland war Fukumoto im Kader, sie wurde aber nicht eingesetzt. Bei den Olympischen Sommerspielen 2008 in Peking absolvierte sie alle sechs Spiele Japans, unterlag im Spiel um die Bronzemedaille aber der deutschen Mannschaft.
Fukumoto gehörte auch zum japanischen Kader für die Olympischen Spiele in London. Sie kam in fünf von sechs Spielen zum Einsatz, u. a. im mit 1:2 gegen die USA verlorenen Finale und gewann mit ihrer Mannschaft die Silbermedaille. Mit einer Größe von 1,64 m war sie die kleinste Torhüterin des Turniers, musste aber nur vier Tore hinnehmen.
Sie gehörte auch zum Kader der Japanerinnen für die WM 2015 in Kanada, wurde aber nur im letzten Gruppenspiel gegen Ecuador eingesetzt.

## Erfolge
- Weltmeisterin bei der Fifa Frauen WM 2011 in Deutschland (ohne Einsatz)
- Vizeweltmeisterin 2015
- Silbermedaille bei den Olympischen Spielen 2012